# 우니베르시테트역
우니베르시테트역(러시아어: Университе́т)은 모스크바 지하철 소콜니체스카야 선의 역이다.

## 역사
우니베르시테트 역은 1959년 1월 12일 개장했다.

## 지리
우니베르시테트 역은 모스크바 대학교 인근에 자리잡고 있다. 역의 입구는 베르나츠키 대로와 로보놉스키 대로로 통한다.